# Nitrato de berilio
El nitrato de berilio es un compuesto químico inorgánico cuya fórmula es Be(NO3)2. Cada unidad fórmula está compuesta de un catión de Be2+ y dos aniones de NO3−.

## Preparación
El nitrato de berilio se puede obtener mediante la reacción de hidróxido de berilio en ácido nítrico.
Be(OH)2 + 2 HNO3 → Be(NO3)2

## Peligros
El nitrato de berilio es tóxico, al igual que el resto de los compuestos de berilio. Es un irritante, incluso en pequeñas dosis. Cuando se quema, desprende vapores irritantes o tóxicos. Cuando ocurren exposiciones masivas de corto plazo, puede dar lugar a neumonitis química, pero los síntomas no se manifiestan durante 3 días.